# Christuskirche (Ziebigk)

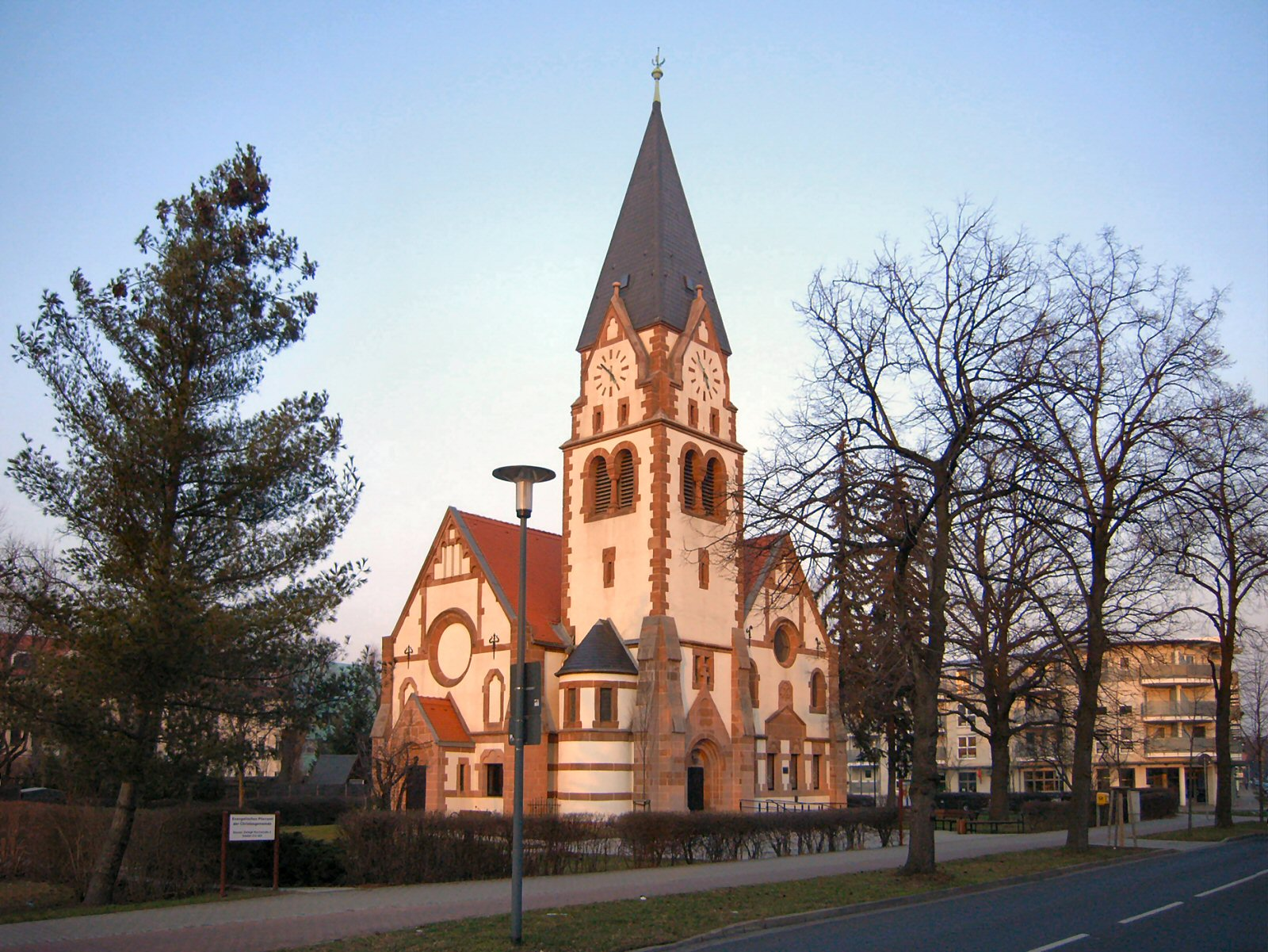
Christuskirche in Dessau-Roßlau

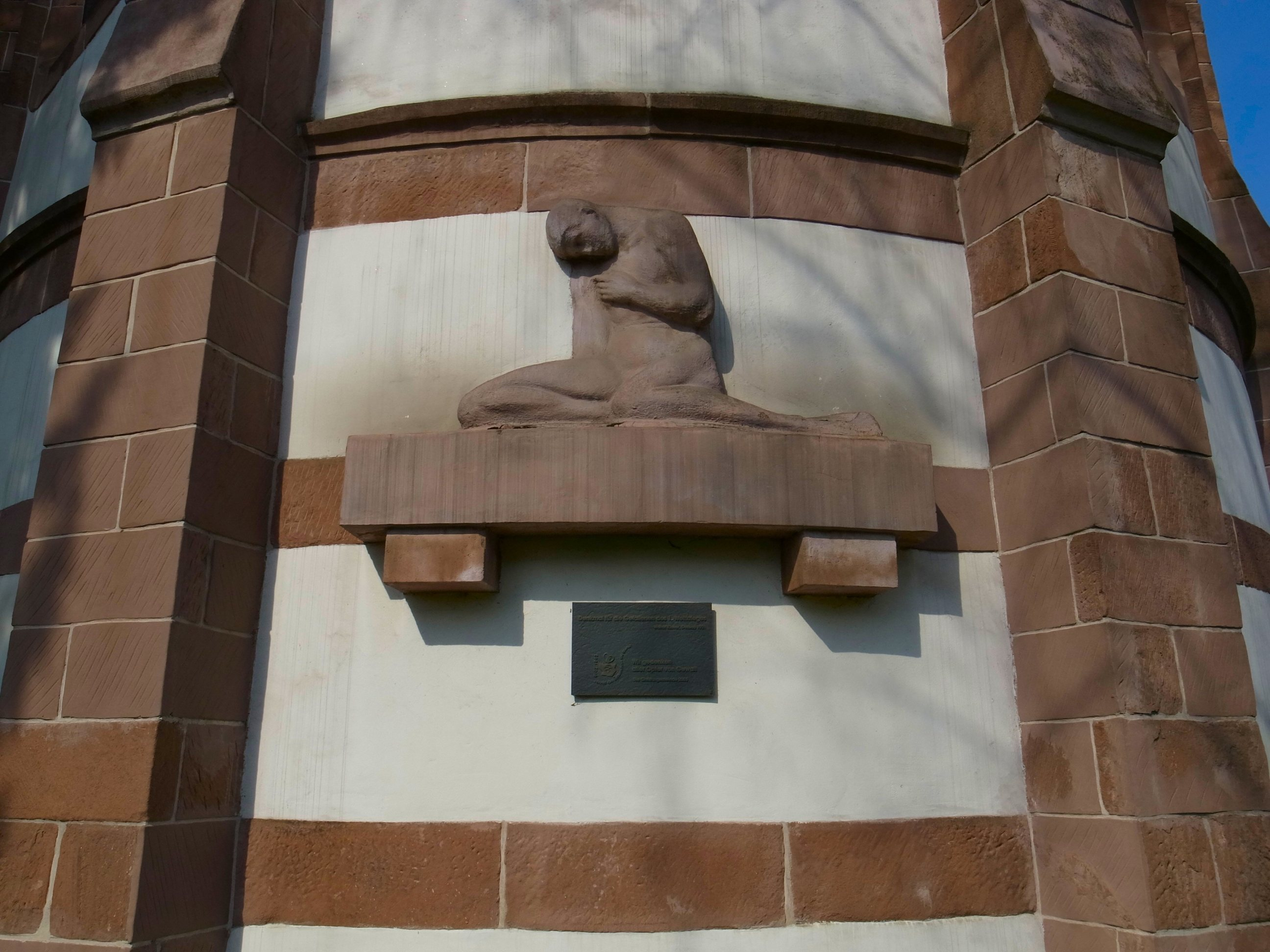
Denkmal an der Kirche für die Gefallenen des Ersten Weltkrieges

Die Christuskirche ist eine evangelische Kirche im Stadtteil Ziebigk der Stadt Dessau-Roßlau in Sachsen-Anhalt.

## Geschichte
Die neuromanische Kirche wurde nach dem Entwurf des Herzoglichen Regierungs- und Baurats Gustav Teichmüller in 14 Monaten Bauzeit errichtet und am 16. Dezember 1900 eingeweiht. Damals war der 39 Meter hohe Kirchturm nicht nur Blickpunkt, sondern auch Orientierungspunkt für die Wanderer an der Elbe.
Während des Zweiten Weltkriegs wurde die Umgebung der Kirche weitgehend zerstört und die Kirche selbst beschädigt.
Am 16. Dezember 1950, zum 50. Kirchweihfest, erhielt die renovierte Kirche den Namen Christuskirche. Weiterhin wurde an diesem Tag die von der Potsdamer Orgelbaufirma Alexander Schuke erneuerte Orgel eingeweiht. 1954 erhielt die Gemeinde wieder eine zweite und 1964 eine dritte Glocke.